# Marcia alpina di regolarità
La marcia alpina di regolarità o marcia di regolarità è una disciplina sportiva amatoriale.

## Storia
La marcia di regolarità, o marcia alpina di regolarità, trae le sue origini dalle esercitazioni di marcia, con rispetto dei tempi prestabiliti per il percorso in zona montano alpina, alle quali erano dediti gli allievi ufficiali e sottufficiali nella Scuola Militare del Corpo Alpini già nella fine del ventennio del secolo scorso.
La regolamentazione come pratica sportiva fu adottata dalla FIE (Federazione Italiana Escursionismo) dai primi anni ’50 nei comitati regionali a quel tempo federati: Liguria, Piemonte, Lombardia e Veneto.
Inizialmente, prettamente maschile per pattuglie di tre elementi, con caratteristiche di gran fondo (oltre i 25 km, per più di 4 ore di marcia ininterrotta e dislivelli complessivi di salita tra 1200 e 1800 metri), nella seconda metà anni 1960 è stata integrata con la categoria per pattuglie femminili e contemporanea riduzione dei percorsi entro 20 km e si organizzano le prime prove a partecipazione individuale con percorsi entro i 15 km e dislivelli compresi tra 800 e 1200 metri.
Dal 1985 viene inserita la categoria “junior” (12, 13, 14 anni) mentre i quindicenni già dagli anni 1960 erano ammessi nelle categorie maschile e femminile. Oltre le specialità individuale e coppie Junior, viene modificata la partecipazione femminile da pattuglie a coppie.
Nel 1995 con il frazionamento tra “amatori” e “senior” per la categoria maschile viene inserita anche la specialità a coppie.
Considerando la particolarità del movimento sportivo della marcia di regolarità che, come nell’escursionismo, permette la compartecipazione di maschi e femmine - “Sport delle Pari Opportunità” -, per l’attività competitiva si applicano categorie di tesseramento indivise di genere, ma diversificate per scelta da parte del marciatore:
- Senior – per chi ha buona preparazione tecnica e predisposto al massimo impegno fisico;
- Master - con buon allenamento tecnico e minor impegno;
- Amatore – con esperienza o neofita e minimo impegno.

Solo per i minorenni sono previste le categorie per fasce d’età: Ragazzi (10-12 anni), Cadetti (13-15), Junior (16-18).

## Ambiente e organizzazione
Il territorio dove si svolgono le gare competitive tradizionalmente è la zona montana delle vallate pedemontane delle Prealpi, con alcune escursioni nell’Appenino centro-meridionale.
Ma tutte le attività della marcia di regolarità FIE possono essere proposte anche in luoghi collinari o pianeggianti.
Sostanziale è la conoscenza del territorio per variare il percorso di gara tra sentieri e mulattiere ben segnalati, con raccordi transitabili e il ripristino di sentieri ormai abbandonati o la tracciatura di nuovi tratti, oltre che la normale viabilità in centri abitati. Particolarità della gara è la segretezza del percorso per i concorrenti, che ne scoprono il tracciato seguendo le apposite segnalazioni via via che procedono.
Organizzando queste manifestazioni in luoghi diversi dalle sedi delle associazioni, ne risulta l’attitudine alla ricerca di collaborazione con persone ed associazioni pratiche dell’ambiente naturale delle zone prescelte, come annualmente avviene per i campionati nazionali organizzati in località con buona ricezione turistica ma fuori dal normale circuito delle gare di marcia.
All’attività sportiva principale si uniscono quindi gli interventi di manutenzione del territorio, utili al mantenimento dell’agibilità dei sentieri anche per altri frequentatori.
La preparazione di un medio percorso (10 -15 km) impegna più persone nell’arco dei mesi che precedono la manifestazione, per uscite successive: di osservazione del territorio, di individuazione e pulizia del percorso (taglio erba, deforestazione) lasciando però intatta la conformazione del terreno che diventa un elemento da interpretare dai concorrenti per l’impostazione della loro tabella di marcia.
Ultimi interventi saranno la misurazione dei vari settori in cui sarà diviso il percorso, da farsi con apposita ruota, la verifica delle medie orarie assegnabili nei vari settori ed infine, possibilmente non anteriormente al giorno precedente la gara, la segnatura con bolli di tinta delebile (mulattiere, tratti di asfalto o cemento), bandierine (in campo aperto) o bande di nastro colorato appese a rami, siepi, ecc., provvedendo a fine gara a raccogliere questi segnali.
Particolare attenzione dovrà porsi nella distribuzione dei settori di salita, discesa, saliscendi o piano, evitando la salita ripida nel primo settore e possibilmente settori con durata di oltre un’ora.

## Aspetto sportivo-competitivo
I settori sono inclusi tra due controlli orari (CO) dove viene rilevato l’orario di transito alla frazione di minuto (ora, minuti, secondi). Solo nel CO di termine gara l’orario viene rilevato al decimo di secondo, per la discriminante nel caso di parità di penalità totali in classifica.
L’orario viene rilevato dal cronometrista al transito del concorrente (l’ultimo della coppia o pattuglia) sulla linea indicante la posizione del CO.
Il transito è a ingresso libero, a preferenza del concorrente, con il vincolo di non interrompere o modificare la marcia negli ultimi 20 m (segnalati) in vista del CO.
I settori sono concatenati e l’orario di transito al CO vale contemporaneamente come orario di inizio per il settore successivo.
Per ogni settore viene attribuita una penalità (PE) per ogni secondo di anticipo o ritardo acquisito rispetto al tempo teorico di percorrenza.
Il tempo teorico di settore è mantenuto segreto sino all’esposizione degli orari di transito di tutti i concorrenti al CO.
La classifica viene stabilita sommando tutte le penalità (PE) conseguite nei vari settori.
Per le classifiche finali dei campionati regionali e nazionali, previsti su più prove, viene assegnata una penalizzazione (PZ) ad ogni gara, attribuendo il valore “0,00” al primo classificato ed a seguire una penalizzazione uguale alle maggiori penalità (PE) conseguite rispetto al primo classificato.